# 利斯尼亞基 (留波姆市鎮)
51°14′14″N 23°57′2″E / 51.23722°N 23.95056°E
利斯尼亞基（羅馬化：Lysniaky）是烏克蘭的村落，位於該國西部沃倫州，由科韋利區留波姆市鎮負責管轄，面積0.7平方公里，海拔高度177米，2001年人口196，人口密度每平方公里280人。